# Anticharis imbricata
Anticharis imbricata är en flenörtsväxtart som beskrevs av Schinz. Anticharis imbricata ingår i släktet Anticharis och familjen flenörtsväxter. Inga underarter finns listade i Catalogue of Life.